# Alva Bradley
Pour les articles homonymes, voir Bradley.
Alva Bradley (28 février 1884 à Cleveland en Ohio - 30 mars 1953 à Delray Beach en Floride) était un homme d'affaires américain et un dirigeant de baseball aux États-Unis.
Diplômé de l'Université Cornell en 1908, Alva Bradley est à la tête du groupe d'investisseurs qui achète la franchise de baseball professionnel des Cleveland Indians le 17 novembre 1927 pour un million de dollars. La franchise sera cédée le 21 juin 1946 à Bill Veeck.
Assumant le rôle de président des Indians, Ava Bradley n'en est pas l'actionnaire majoritaire. Parmi les autres investisseurs, citons le frère d'Ava Bradley, Charles, avec lequel il investit 175 000 dollars, John Sherwin Sr. (300 000 $), Percy Morgan (200 000 $), Newton D. Baker (25 000 $), Joseph C. Hostetler (25 000 $) et les frères Van Sweringen (250 000 $)
Bradley avait d'autres responsabilités en dehors du baseball. Il possédait ainsi une société immobilière et était président et trésorier de l'United States Coal Company. Il fut également membre de plusieurs conseils d'administration dans les sociétés des frères Van Sweringen, l'American Shipbuilding Company et la Great Lakes Towing Company, notamment.
Marié à Marguerite Andrews, il avait quatre enfants : un garçon et trois filles.